# Cerosora microphylla
Cerosora microphylla är en kantbräkenväxtart som först beskrevs av William Jackson Hooker, och fick sitt nu gällande namn av R. M. Tryon. Cerosora microphylla ingår i släktet Cerosora och familjen Pteridaceae. Inga underarter finns listade.